# کریستین سنسی
کریستین سنسی (انگلیسی: Christian Cenci؛ زادهٔ ۲۴ ژانویهٔ ۱۹۹۸) بازیکن فوتبال است.